# Biblioteca de la Ciudad de Johannesburgo
La Biblioteca de la Ciudad de Johannesburgo (en inglés, Johannesburg City Library) se sitúa en el centro financiero de Johannesburgo, Sudáfrica, en la esquina de Market Street con Fraser Street. Le sirve de sede un edificio de estilo italianizante, inaugurándose en 1935. Desde 2009 a 2012 se llevó a cabo un intenso programa de restauración y rehabilitación  que fue financiado por la Carnegie Corporation, que aportó 2 millones de dólares y la propia ciudad que costeó hasta 55 millones de rands.